# Барбадос на Светском првенству у атлетици на отвореном 2019.
Барбадос је учествовао на 17. Светском првенству у атлетици на отвореном 2019. одржаном у Дохи од 27. септембра до 6. октобра седамнаести пут, односно учествовао је на свим првенствима до данас. Репрезентацију Барбадоса представљало је 4 учесника (2 мушкарца и 2 жене) који су се такмичили у 4 дисциплина (4 мушке и 2 женске).,
На овом првенству Барбадос није освојио ниједну медаљу, али је остварен 1 најбољи резултат сезоне. У табели успешности према броју и пласману такмичара који су учествовали у финалним такмичењима (првих 8 такмичара) Барбадос је са 1 учесником у финалу делио 58. место са 3 бода.
| Плас. | Земља    | 1. место | 2. место | 3. место | 4. место | 5. место | 6. место | 7. место | 8. место | Бр. фин. | Бод. |
| ----- | -------- | -------- | -------- | -------- | -------- | -------- | -------- | -------- | -------- | -------- | ---- |
| =58.  | Барбадос | 0        | 0        | 0        | 0        | 0        | 1        | 0        | 0        | 1        | 3    |

## Учесници
| Мушкарци: - Марио Берк — 100 м - Шејн Бретвајт — 110 м препоне | Жене: - Сада Вилијамс — 400 м - Tia-Adana Belle — 400 м препоне |  |

## Резултати

### Мушкарци
| Атлетичар     | Дисциплина    | Лични рекорд | Квалификације | Квалификације | Полуфинале           | Полуфинале           | Финале               | Финале       | Детаљи |
| Атлетичар     | Дисциплина    | Лични рекорд | Резултат      | Место         | Резултат             | Место                | Резултат             | Место        | Детаљи |
| ------------- | ------------- | ------------ | ------------- | ------------- | -------------------- | -------------------- | -------------------- | ------------ | ------ |
| Марио Берк    | 100 м         | 9,98         | 10,31         | 5. у гр. 6    | Није се квалификовао | Није се квалификовао | Није се квалификовао | 31 / 65 (68) |        |
| Шејн Бретвајт | 110 м препоне | 13,21        | 13,51 КВ      | 4. у гр. 2    | 14,29 кв             | 7. у гр. 1           | 13,61                | 6 / 39 (41)  |        |

### Жене
| Атлетичарка     | Дисциплина    | Лични рекорд | Квалификације | Квалификације | Полуфинале            | Полуфинале            | Финале                | Финале       | Детаљи |
| Атлетичарка     | Дисциплина    | Лични рекорд | Резултат      | Место         | Резултат              | Место                 | Резултат              | Место        | Детаљи |
| --------------- | ------------- | ------------ | ------------- | ------------- | --------------------- | --------------------- | --------------------- | ------------ | ------ |
| Сада Вилијамс   | 400 м         | 51,48        | 52,14 КВ      | 2. у гр. 1    | 51,31 ЛР              | 4. у гр. 2            | Није се квалификовала | 10 / 47 (48) |        |
| Tia-Adana Belle | 400 м препоне | 54,18        | 57,37         | 4. у гр. 2    | Није се квалификовала | Није се квалификовала | Није се квалификовала | 33 / 36 (39) |        |